# Arxiu Municipal de Tarragona
L'Arxiu Municipal de Tarragona és un servei públic de caràcter administratiu i cultural, especialitzat en la custòdia, gestió, tractament i difusió del patrimoni documental de l'Ajuntament de Tarragona. També s'entén per Arxiu municipal, el local o locals que concentren les instal·lacions de consulta, tractament i dipòsit de la documentació de l'Ajuntament de Tarragona. El Servei d'Arxiu i Documentació Municipal de l'Ajuntament de Tarragona és l'encarregat de la seva gestió. Consta de tres seccions:
- L'Arxiu Històric de la Ciutat de Tarragona
- L'Arxiu Administratiu i Gestió documental
- El centre d'Imatges de Tarragona

## Història de l'arxiu
El primer llibre que es conserva d'actes municipals data del segle xiv, es tracta del Liber Consiliorum o llibre dels Consells, on consten les gestions municipals. Al principi del segle xvi, l'Ajuntament es trobava en l'edifici del carrer Major, 39. Sobre mitjans del segle xix es va traslladar a la Plaça de la Font 1, a l'antic Convent de Sant Domènech, establert en aquell lloc l'any 1693. Per una Reial Ordenança de 27 de juliol de 1838 és cedit l'exconvent per instal·lar-hi les oficines de la Diputació de Tarragona i de l'Ajuntament, tot i que aquesta última institució no s'hi va traslladar fins a l'any 1866. La referència de la localització de l'arxiu vé donada per l'inventari del segle xvii que es titula: "Repertori en lo qual assentaren tots los títols dels escrits tant en pergamí com en paper té la present ciutat de Tarragona. En lo arxiu fabricat en sa casa, per ordre Dels Il·lustres Señors Cònsols en lo any 1683". A partir del 8 d'octubre de 1938, a causa de la Guerra Civil (1936-1939), l'arxiu va patir diversos trasllats. Per una ordre del Servei del Patrimoni Històric, Artístic i Científic, de la Secció d'Arxius de la Generalitat, (del qual era cap Agustí Duran i Sanpere), s'ordena el trasllat de la documentació pertanyent a l'Ajuntament fins al segle xix al Palau arquebisbal de Tarragona. Allí va romandre fins a l'any 1940, quan es diposità en la Casa Castellarnau, núm. 14. L'any 1962, i per Ordre de la Direcció General de Museus, Arxius i Biblioteques, va anar a parar a l'Arxiu Històric Provincial, situat al carrer Gasòmetre. Finalment, el 1983, es va traslladar al nou edifici de l'Arxiu Històric de Tarragona situat a la Rambla Vella, on estan en concepte de Dipòsit. Durant la Guerra del Francès, es va cremar molta documentació referent a l'estada de les tropes franceses, durant els anys 1811, 1812, i 1813. Durant la Guerra Civil, també es va cremar una part de la documentació i un altre va ser requisada i traslladada a l'Arxiu de la Guerra Civil de Salamanca.

## Seccions

### Arxiu Històric de la Ciutat de Tarragona (AHCT)
L'Arxiu Històric de la Ciutat de Tarragona (AHCT) conserva i gestiona els documents rebuts i creats per l'Ajuntament de Tarragona per tal de deixar constància i testimoni de l'actuació municipal. Així mateix, custodia els fons i les col·leccions documentals de particulars, entitats i organismes vinculats a la ciutat de Tarragona. L'Arxiu Històric de la Ciutat de Tarragona, a més del fons generat per l'Ajuntament de Tarragona, custodia 25 fons i 5 col·leccions documentals. Un patrimoni documental en qualsevol tipus de suport, des dels pergamins fins als documents electrònics. Més de 8 quilòmetres lineals de documentació que comprèn un període que va des del segle xiii fins al segle XXI.

### Arxiu Administratiu i Gestió Documental (AAGD)
L'Arxiu Administratiu i Gestió Documental (AAGD) és la secció de l'Arxiu que estableix i controla l'aplicació de les normes reguladores de classificació, ordenació, tractament i transferència dels documents administratius generats i rebuts per l'Ajuntament de Tarragona, tant en suport paper com electrònic. L'Arxiu Administratiu i Gestió Documental (AAGD) rep anualment en transferència unes 2.000 caixes d'arxiu dels diferents departaments, organismes i empreses municipals. D'altra banda, serveix a les oficines municipals més de 6.000 expedients l'any, facilitant la documentació necessària per resoldre qualsevol tràmit administratiu.

### Centre d'Imatges de Tarragona (CIT)
El Centre d'Imatges de Tarragona (CIT) és la secció que amb l'objectiu de conservar, fomentar, oferir i divulgar el patrimoni documental; gestiona, tracta i difon la documentació en imatge de la ciutat. Aquest, disposa d'unes 800.000 fotografies procedents de professionals, també custodia les generades pels serveis de l'Ajuntament de Tarragona o de ciutadans afeccionats. Un arxiu sonor, amb els enregistraments recollits pels testimonis sobre els períodes històrics del franquisme i la transició democràtica i els enregistraments dels plens de l'Ajuntament de Tarragona. Finalment aplega una col·lecció de pel·lícules d'autors professionals o amateurs que van des de l'any 1956 als anys 90; les emissions de la Televisió Municipal de Tarragona (1985-1986) i entrevistes a personatges de la ciutat, on expliquen la seva visió històrica sobre les festes de Tarragona.

## Espais
L'Arxiu Municipal de Tarragona està dividit en 4 espais que es detallen a continuació:

### Espai tabacalera
L'Arxiu Municipal de Tarragona està situat actualment a l'Espai Tabacalera - Magatzem 2, Avinguda Vidal i Barraquer, aquest conté una sala de consulta amb WIFI, les oficines centrals del Servei d'Arxiu i Documentació Municipal, l'espai de treballa i àrea de reproducció de documents, una sala de servi didàctic, una sala d'actes, espai expositiu, i el dipòsit documental de l'Arxiu amb una superfície de 1560 m2 amb una capacitat de 8300 metres lineals.

### Edifici Rambla Nova
Edifici situat a la Rambla Nova num. 59, planta -1. Conté un dipòsit documental amb una superfície de 154 m₂ i una capacitat de 1.514 metres lineals.

### Palau Municipal
El Palau Municipal està situat a la Plaça de la Font, 1; ofereix un espai de treball i disposa d'un dipòsit documental amb una superfície de 250 m₂ i una capacitat de 1.400 metres lineals.

### Nau Polígon Francolí
La nau del Polígon Francolí és un equipament provisional llogat, situada a la Nau número 5, parcel·la 18 Est, Polígon Industrial Francolí. Compta amb una oficina de treball i un dipòsit documental amb una superfície de 600 m² i una capacitat de 4580 metre lineals.

## Serveis
L'Arxiu Municipal, a part de custodiar i gestionar la documentació, difón la documentació a través d'una línia editorial, que edita o coordina tres col·leccions: Quaderns de lArxiu, Documents del Fons Municipal de Tarragona i Tarragona Història i Patrimoni. Proposa activitats destinades als ciutadans com seminaris, conferències, publicacions, visites guiades a l'arxiu, etc i promou la recerca històrica. Des del web de l'Arxiu es pot accedir directament a més de 200.000 documents digitalitzats de diferents suports: fotografies, audiovisuals, els volums d'acords municipals de Tarragona del segle xix o els documents textuals de la Junta del Corregiment de Tarragona. També facilita a tots els usuaris el Servei d'Informació i Referència (SIR) on ofereix informació general i assessorament especialitzat sobre qualsevol tema que es pugui localitzar en els fons documentals, bibliogràfics i hemerogràfics custodiats a l'arxiu. I proporciona informació de referència sobre altres centres d'arxiu i fons documentals.

## Instruments de descripció
Com a resultat de l'estudi d'anàlisi documental previ, en el transcurs de l'any 2007, es va elaborar el Quadre de Classificació, entès com l'estructura jeràrquica i lògica que permet la identificació, l'ordenació i la localització dels documents de l'Ajuntament de Tarragona, seguint el model de la NODAC. Durant l'any 2007, també es va dissenyar un nou aplicatiu informàtic, el SIGEM, conjuntament amb la secció d'Informàtica, amb les següents funcions: agilitar la consulta dels documents transferits des de l'any 2004, demanar en préstec qualsevol document de l'arxiu municipal i formalitzar noves transferències documentals.

### Webgrafia
- Arxiu Municipal de Tarragona, http://www.tarragona.cat/patrimoni/fons-documentals/arxiu-municipal-tarragona. (14/10/2013).
- Reglament de l'arxiu de l'Ajuntament de Tarragona i patrimoni documental que l'integra, https://seu.tarragona.cat/documentPublic/download/2207%5BEnllaç+no+actiu%5D, Publicat al BOP, num. 84
- Ajuntament de Tarragona, http://www.tarragona.cat/patrimoni/fons-documentals/arxiu-municipal-tarragona/serveis/formulari_sir, Arxiu Municipal de Tarragona.
- MEMÒRIA 2011, Servei d'Arxiu i Documentació Municipal, http://www.tarragona.cat/patrimoni/fons-documentals/arxiu-municipal-tarragona/fitxers/altres/memories/memoria-2011, 2012, (5/11/2013).pp. 6